# Silva Lupanica
Silva Lupanica (bosco dei lupi in italiano) era un imponente bosco planiziale descritto da Virgilio e Plinio il Vecchio che andava ad estendersi in epoca antica (prima del I secolo a.C.) fra il fiume Livenza e il fiume Isonzo andando a ricoprire l'intero medio-basso Friuli e che confinava con l'allora Silva Fetontea e la Silva Magna.

## Storia
Con la colonizzazione romana iniziò un processo di disboscamento che distrusse gran parte della Silva Lupanica per far spazio alle coltivazioni.
Senza grandi mutamenti sostanziali si mantiene nelle stesse condizioni fino alla fine dell'Ottocento, come attestano rilievi del 1891 effettuati dall'Istituto Geografico Militare. Dal 1910 in poi cominciarono le grandi bonifiche della Bassa Friulana, accompagnate da pesanti disboscamenti.
Oggigiorno sono giunti fino a noi appena 500 ettari di questo monumento naturale suddiviso nei boschi di Baredi, Bando e Coda di Manin a Muzzana del Turgnano, il bosco Boscat nel comune di Castions di Strada, il bosco Sacile nel comune di Carlino, il Boscat nel comune di Terzo di Aquileia e il bosco dei Leoni ad Aquileia.

## Ambiente

### Flora e fauna
Questo bosco era prevalentemente formato da farnia, carpino, ontano, olmo, acero campestre, biancospino, corniolo, leccio e nelle parti più meridionale dal pino domestico; si tratta di un bosco umido, caratterizzato dalla presenza di acqua di risorgiva e da paludi. Il bosco oggigiorno è una formazione di querco-carpineto, tipica della pianura Friulana.